# Luka-Movceanska, Jmerînka
Luka-Movceanska (în ucraineană Лука-Мовчанська) este localitatea de reședință a comunei Luka-Movceanska din raionul Jmerînka, regiunea Vinnița, Ucraina.

## Demografie
Componența lingvistică a localității Luka-Movceanska
     Ucraineană (99,22%)
     Alte limbi (0,78%)
Conform recensământului din 2001, majoritatea populației localității Luka-Movceanska era vorbitoare de ucraineană (99,22%), existând în minoritate și vorbitori de alte limbi.